# Polska Agencja Inwestycji i Handlu
Polska Agencja Inwestycji i Handlu S.A. (PAIH), w latach 2003–2017 Polska Agencja Informacji i Inwestycji Zagranicznych S.A. (PAIiIZ) – spółka akcyjna należąca do Skarbu Państwa z siedzibą przy ul. Kruczej 50 w Warszawie. 
Spółka wchodzi w skład Grupy Polskiego Funduszu Rozwoju.

## Kierownictwo[2]
- Andrzej Dycha – prezes zarządu[3]
- Magdalena Skarżyńska – wiceprezes zarządu
- Łukasz Gwiazdowski – członek zarządu
- Paweł Pudłowski – członek zarządu

## Historia
Powstała w 2003 w rezultacie połączenia Państwowej Agencji Inwestycji Zagranicznych (PAIZ) i Polskiej Agencji Informacyjnej (PAI). W lutym 2017 spółka zmieniła nazwę na Polską Agencję Inwestycji Handlu i weszła w skład Grupy Polskiego Funduszu Rozwoju.

## Siedziba
Siedziba PAIZ mieściła się w kamienicy Szelechowa przy al. Róż 2. Po połączeniu siedzibą nowej spółki stała się ówczesna siedziba PAI przy ul. Bagatela 12, do której przeniosła się PAIZ. W marcu 2019 spółka przeniosła się do biurowca Cedet przy ul. Kruczej 50.

## Zadania i działalność
Misją PAIH jest zwiększenie napływu bezpośrednich inwestycji zagranicznych do kraju oraz zasięgu i dynamiki umiędzynarodowienia polskich przedsiębiorstw. Działa zarówno w Polsce, jak i poprzez Zagraniczne Biura Handlowe (ZBH) na całym świecie. 
ZBH są ulokowane na rynkach szybkiego wzrostu, charakteryzujących się największym potencjałem możliwości biznesowych. To pierwszy punkt kontaktu dla polskiego eksportera i zagranicznego inwestora, gdzie przedsiębiorca pozyska niezbędną wiedzę, pozwalającą zredukować ryzyko biznesowe na nowym rynku. Biura asystują przedsiębiorcom na każdym etapie realizowania projektów.
Agencja oferuje szybki dostęp do kompleksowej informacji dotyczącej otoczenia gospodarczo-prawnego projektu biznesowego. 
Pomaga również w pokonywaniu procedur administracyjnych dotyczących konkretnych przedsięwzięć, opracowaniu rozwiązań prawnych, znalezieniu odpowiedniej lokalizacji, wiarygodnych partnerów oraz dostawców. 
Dzięki współpracy z ekspertami PAIH, firmy otrzymują również dostęp do całego wachlarza instrumentów finansowania czy ubezpieczeń, oferowanych przez instytucje zrzeszone w grupie Polskiego Funduszu Rozwoju.
Do stautowych zadań Agencji należy promocja polskiej gospodarki, w tym:
- promocja eksportu polskich przedsiębiorców, w szczególności małych i średnich;
- promocja polskich branż;
- wspieranie napływu bezpośrednich inwestycji zagranicznych;
- wspieranie inwestycji polskich za granicą;
- wspieranie inwestycji polskich na terytorium Rzeczypospolitej Polskiej;
- dostarczanie przedsiębiorcom informacji ekonomiczno-handlowych na temat rynków zagranicznych oraz inwestorom zagranicznym informacji na temat warunków i uregulowań prawnych prowadzenia działalności gospodarczej na terytorium Rzeczypospolitej Polskiej, w tym prowadzenie portalu informacyjnego;
- organizowanie przedsięwzięć informacyjnych i promocyjnych na terytorium Rzeczypospolitej Polskiej i poza jej granicami;
- działalność wydawnicza.